# Iàmnoie (Maiàtxnoie)
|  | Per a altres significats, vegeu «Iàmnoie». |

Iàmnoie (en rus: Ямное) és un poble de l'óblast d'Astracan, a Rússia, segons el cens del 2010 tenia 461 habitants.